# Borikenophis portoricensis
Borikenophis portoricensis (castellà: culebra corredora; anglès: Puerto Rican racer) és una espècie de serp de la família Colubridae, endèmica a l'illa de Puerto Rico.

## Característiques
Assoleix una longitud de fins 90 cm. El seu cos és de color marró sòlid amb les seves escales tallades per un marró més fosc.

## Història natural
S'escapoleix al voltant dels arbres del Bosc Estatal Toro Negro de Puerto Rico. Com les altres espècies de serps de jardí del bosc és un caçador diari. És capaç d'infligir una picada verinosa.